# Des Planches et des Vaches
 (août 2012).
Si vous disposez d'ouvrages ou d'articles de référence ou si vous connaissez des sites web de qualité traitant du thème abordé ici, merci de compléter l'article en donnant les références utiles à sa vérifiabilité et en les liant à la section « Notes et références ».
Des Planches et des vaches est un festival de bande dessinée créé en 2002 qui est devenu en quelques années le plus important festival de bande dessinée de Basse-Normandie.
Chaque année, le premier week-end d'avril, la ville d'Hérouville-Saint-Clair en France accueille ce festival organisé par l'association Artefact prod.
Chaque année, un nouveau président, le « Veau d'Or », est élu par un jury le samedi du festival.
Se sont succédé à ce poste : Juanjo Guarnido, Gess, Pascal Rabaté, Emmanuel Lepage, Cromwell, Olivier Boiscommun, Max Cabanes, Edith,Christian De Metter, Vincent Mallié, Arnaud Floc'h, Frédéric Pontarolo, Kokor, David Etien, TieKo et Fabrice Meddour pour l'édition 2017.
Le président réalise l'affiche du festival et une exposition lui est consacrée. À partir de 2015, l'ex-libris est réalisé par le « Veau de lait » de l'année précédente, soit Stan Silas pour cette grande première. En avril 2015, ce sont Emily Hare et Matt Dixon, deux auteurs britanniques, qui ont remporté ce prix et Paul Gastine en 2016.
L'intérêt de cette manifestation réside dans la qualité de sa programmation, la qualité de l'exposition présentée (celle du président), son ambiance très décontractée, la diversité des activités proposées (performances graphiques, débats et interviews, démonstration de mise en couleur, ateliers BD, tombolas, jeu concours « Prix du public »,...) et le côté festif qui s'en dégage[réf. nécessaire].
Il accueille chaque année plus de 2 500 personnes.
Environ 45 auteurs sont présents chaque année, ainsi que divers fanzines.
Le comité artistique réunit neuf auteurs-dessinateurs professionnels : Jean-Blaise Djian, Jérôme Félix, Frédéric Boulleaux, TieKo, Cyrille Ternon, Nicolas Ryser, Sébastien Corbet, Paul Gastine et Stéphane Puisney.